# Los Sims 2: náufragos
Los Sims 2: Náufragos (título original: The Sims 2: Castaway) es el tercer videojuego para videoconsolas basado en el videojuego Los Sims 2, aunque tiene una temática completamente diferente. En él tu Sim será un náufrago que tendrá que intentar sobrevivir en un archipiélago lejano.

## Descripción
El videojuego es para un solo jugador, lo cual hace que el jugador se imagine mientras juega una serie de historias reales de la misma temática, como por ejemplo Lost o Náufrago o El Señor de las Moscas. Este juego reemplaza las rutinas de un vecindario, un trabajo y un descontento de su calidad de vida, típicas de la saga, transformándolas en una aventura llena de problemas en la que tendrás que acostumbrarte a que si quieres conseguir algo, tendrás que trabajar duro. 

### Trama
El juego comienza una mañana, en medio del mar, durante una fiesta marítima, allí están tu Sim y un grupo de amigos suyos, todos de celebraciones cuando, de pronto, se desata una gran tormenta, en la que el barco naufraga y todos los miembros de la tripulación son lanzados por la borda. A partir de ahí, todos se separan. Tu Sim despierta en una isla desierta, completamente solo y sin nada. Tu misión en la isla será la de ir prosperando poco a poco, mejorando todo lo posible la calidad de vida de tu Sim con todo lo que le ofrece la generosa naturaleza, mientras que vas reuniendo a toda la tripulación, desperdigada por todo el archipiélago en el que te encuentras, siempre por supuesto cubriendo tus necesidades básicas. El objetivo final será encontrar la manera de salir todos juntos de esas islas. 

### Mecánica
El jugador tendrá que comenzar una nueva vida en esta isla desierta con su Sim, pudiendo construir cabañas, puertas, ventanas, techos, hogueras, cocinas, herramientas, lámparas, arte, instrumentos, etc. con los diversos recursos que hay en la isla. También el sim podrá crear una pequeña tribu, enamorarse, casarse. Como en todos los juegos de la saga, también existen objetivos a cumplir, si se cumplen estos objetivos conseguirán nuevos recursos y se desbloquearán nuevas herramientas, objetos, etc. Al explorar nuevas zonas los sims gastan energía, que tendrás que recuperar satisfaciendo tus necesidades. El jugador incluso podrá encontrar chimpancés con los que podrá hablar.

### Creatividad
El jugador tendrá que usar instrumentos musicales. Como el cuerno de mono, la maraca, el ukelele, etc.
Dato : Si se tocan muchos instrumentos a La vez , con Muchos Sims , este Sonará Armónico.

### Cocina
El jugador debe recolectar comida o cocinar para poder alimentarse y poder sobrevivir .